# George Alexander Neville Swiney
Sir George Alexander Neville Swiney, CB, CBE, MC,  britanski general, * 1897, † 1970.